# Readly Express
| Årets häst      |                |                |
| 2016            | 2017           | 2018           |
| Nuncio          | Readly Express | Readly Express |
| Stefan Melander | Timo Nurmos    | Timo Nurmos    |

| Årets häst     |                |              |
| 2017           | 2018           | 2019         |
| Readly Express | Readly Express | Propulsion   |
| Timo Nurmos    | Timo Nurmos    | Daniel Redén |

Readly Express, född 15 mars 2012 på Haras Montmirel i Normandie i Frankrike, är en svensk varmblodig travhäst som anses vara en av världens bästa travhästar genom tiderna, särskilt känd för sin styrka och sitt löphuvud. Under sin tävlingskarriär tränades han av Timo Nurmos vid Solvalla och kördes av Jorma Kontio eller Björn Goop.
Readly Express tävlade mellan 2015 och 2019 och under perioden sprang han in 24,7 miljoner kronor på 37 starter med 28 segrar, 5 andraplatser och 2 tredjeplatser. Han gjorde sin första start i maj 2015, inledde karriären med tre raka segrar och var senare obesegrad från juni 2016 till januari 2018 med 13 raka segrar. Karriärens största seger kom i Prix d'Amérique år 2018.
Bland andra stora segrar räknas Svenskt Trav-Kriterium (2015), Eskilstuna Fyraåringstest (2016), Svenskt Travderby (2016), Grand Prix l’UET (2016), Jubileumspokalen (2017), Europeiskt femåringschampionat (2017), Svenskt Mästerskap (2017, 2018), Prix Ténor de Baune (2017), Jämtlands Stora Pris (2017), Åby Stora Pris (2018), Prix de France (2019), Grand Critérium de Vitesse (2019) och Finlandialoppet (2019).
Readly Express har vunnit utmärkelserna "Årets 3-åring" (2015), "Årets 4-åring" (2016), "Årets Äldre" (2017, 2018, 2019) och "Årets Häst" (2017, 2018) vid Hästgalan. Han har även fått ett eget travlopp på Solvalla uppkallat efter sig, Prix Readly Express.
Han är bror till stoet Caddie Lisieux och via fadern Ready Cash halvbror till de dubbla Prix d'Amérique-segrarna Bold Eagle och Face Time Bourbon.

## Exteriör och signalement
Readly Express mankhöjd är 156 cm, kors 158 cm och längd 161 cm. I avelsvärderingen 2015 beskrevs han som "liten, lätt och välproportionelig". Han har väl ansatt rak hals, hög kort manke, smal bringa, liggande bogar, ett långt sluttande smalt kors och stora välformade hovar.
Readly Express är brun med ett fåtal signalement. På vänster ben fram har han dock en oregelbunden vit krona.
Readly Express föddes på Haras Montmirel i Normandie i Frankrike den 15 mars 2012, och hette från början Caddie Kingofdream. Han anlände till Hässelby Gård Stuteri i Tystberga då han var 6 månader ung efter att han varit på avskiljning i Frankrike. Som ettåring köptes han sedan av Rolf Andersson och Bro Byggnads AB för 465 000 kronor, efter en rekommendation från Timo Nurmos. Runt samma tid blev Andersson finansiär till tidningsappen Readly och bestämde sig då för att byta namn på hästen till Readly Express.

### Tiden som unghäst

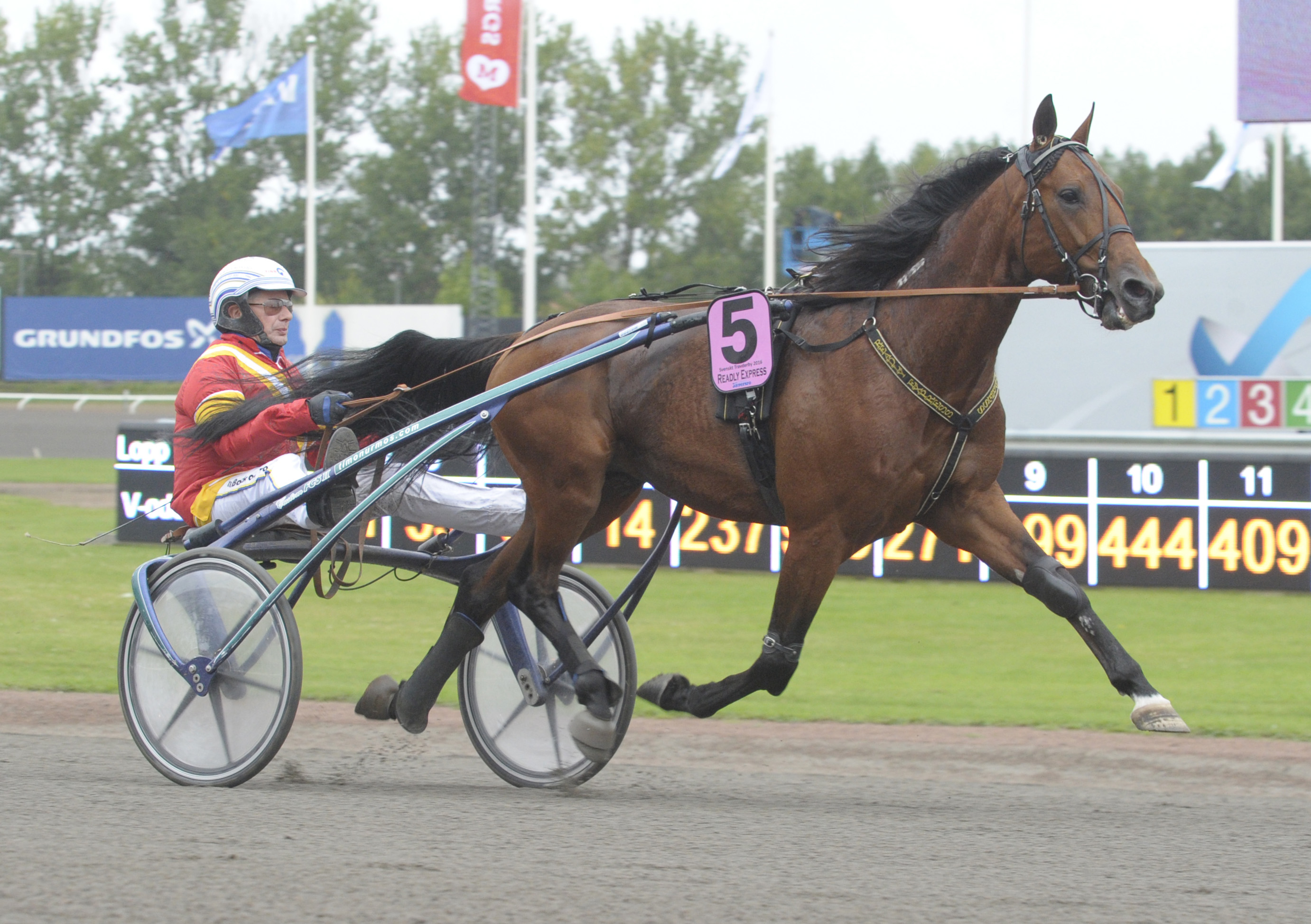
Readly Express och Jorma Kontio segrar i Svenskt Travderby 2016.

Readly Express började tävla som treåring med en första start och första seger den 14 maj 2015 på Örebrotravet, körd av Jorma Kontio. Han var obesegrad i sina tre första starter och i karriärens sjätte start, den 27 september 2015 på Solvalla, segrade han i finalen av Svenskt Trav-Kriterium. Därefter följde två raka segrar innan han den 8 november 2015 på Sundbyholms travbana slutade på andraplats (slagen med en nos) i finalen av Breeders' Crown för treåriga hingstar och valacker. Han utsågs till "Årets 3-åring" vid Hästgalan för framgångarna under 2015.
Säsongen 2016 inleddes med en andraplats i Ina Scots Ära den 4 juni 2016 på Mantorpstravet. Under sommaren följde sedan fem raka segrar, bland annat i Eskilstuna Fyraåringstest. Han vann finalen av 2016 års upplaga av Svenskt Travderby den 4 september 2016 på Jägersro. I loppet var han spelad till vinnaroddset 1,35, vilket var det fjärde största favoritskapet genom tiderna i loppet och det största favoritskapet sedan 1980, då Sören Nordins Mustard var spelad till 1,35. Den 14 oktober 2016 segrade han även i finalen av Grand Prix l’UET (Europaderbyt) på Vincennesbanan i Paris. Han utsågs till "Årets 4-åring" vid Hästgalan för framgångarna under 2016. Han var även en av fyra nominerade i kategorin "Årets Häst", men förlorade utmärkelsen till Nuncio.

### Säsongen 2017
Readly Express årsdebuterade den 10 juli 2017 i ett femåringslopp på Rättviks travbana, som han vann före Wild Honey. Årsdebuten följdes upp med debut i den högsta divisionen inom V75, Gulddivisionen, den 22 juli 2017 på Axevalla travbana. Detta var också första gången som han ställdes mot den äldre eliten. Han vann loppet på segertiden 1.11,7 över 2640 meter med autostart, vilket var en tangering av det svenska rekordet över distansen.

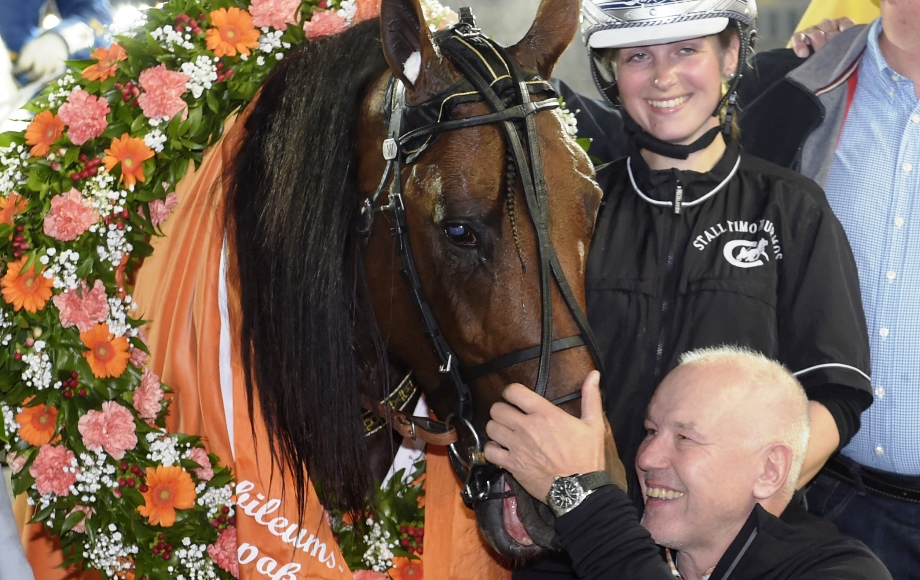
Readly Express tillsammans med Nurmos och Perk efter att ha vunnit Jubileumspokalen på nytt världsrekord.

Säsongens tredje start gjordes i Jubileumspokalen den 17 augusti 2017 på Solvalla. Han vann loppet före Twister Bi på det nya världsrekordet 1.09,9 över distansen 2140 meter. Segern var hans tionde raka och han hade nu inte förlorat ett lopp på över ett år (senaste förlusten i juni 2016), samt aldrig varit sämre än tvåa i något lopp. Den 30 september 2017 segrade han i Europeiskt femåringschampionat, som gick av stapeln på Solvalla. Därefter vann han även Svenskt Mästerskap den 14 oktober 2017 på Åbytravet. Han segrade från ledningen på tiden 1.11,8 över 2640 meter, vilket var nytt löpningsrekord i loppet, nytt banrekord och nytt svenskt rekord över distansen.

#### Vintermeetinget 2017–2018
Efter segern i SM reste han till Frankrike för att delta i det franska vintermeetinget. Han gjorde sin första start på den stora banan på Vincennesbanan i Paris den 24 december 2017 i Prix Ténor de Baune, där han kördes av Björn Goop. Han vann loppet med tre längder och fick därmed en plats i 2018 års upplaga av Prix d'Amérique. Segern, som var hans 20:e, var värd 54 000 euro vilket innebar att han passerade 10 miljoner kronor insprunget totalt. Den 14 januari 2018 kom han på tredjeplats i Prix de Belgique. Detta var första gången i karriären som han var sämre än tvåa i något lopp och hans segersvit med 13 raka segrar sedan juni 2016 bröts.

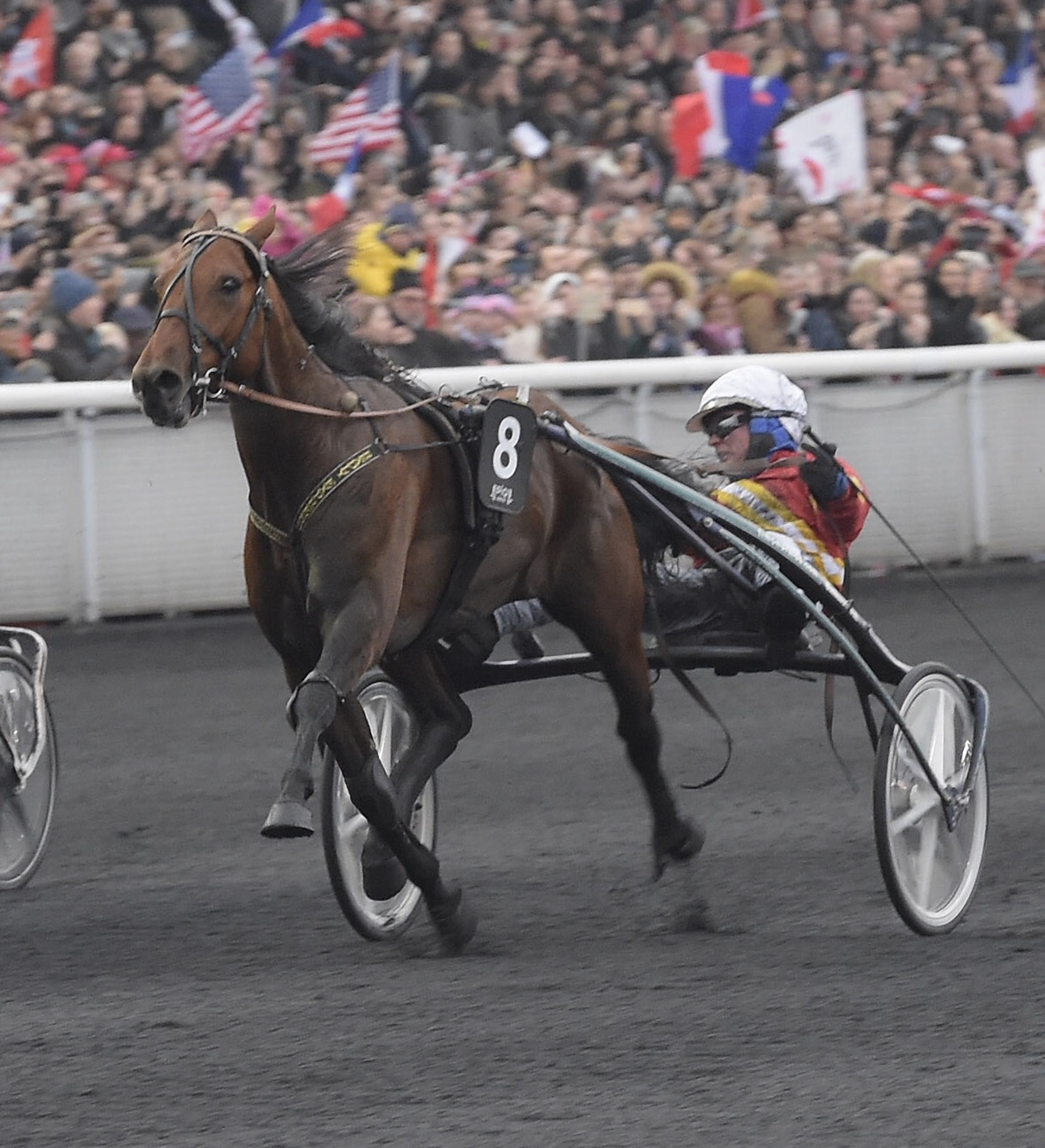
Readly Express och Björn Goop segrar i Prix d'Amérique 2018.

Den 28 januari 2018 deltog Readly Express för första gången i världens största travlopp Prix d'Amérique på Vincennesbanan i Paris. Han kördes av Björn Goop. Han vann loppet efter en stenhård duell över upploppet med den franska stjärnan och fjolårsvinnaren Bold Eagle. Readly Express blev därmed den sjunde svensktränade hästen som lyckats vinna det prestigefyllda loppet. Segern togs på tiden 1.11,2, vilket var en tangering av löpningsrekordet. Med segern passerade han även 15 miljoner kronor insprunget totalt. Två dagar efter den stora segern hyllades han på hemmabanan Solvalla, och blev i samband med detta också den första hästen att bjudas in till 2018 års upplaga av Elitloppet. Tränare Nurmos tackade dock senare nej till att delta.

### Säsongen 2018
Readly Express tilldelades dubbla utmärkelser vid Hästgalan 2018. Han utsågs till både "Årets Äldre" och "Årets Häst" för framgångarna under 2017.
Efter den stora segern i Prix d'Amérique hade Readly Express ett tävlingsuppehåll på drygt fem månader. Han gjorde comeback den 9 juni 2018 i Jämtlands Stora Pris. Hans ordinarie kusk i Sverige, Jorma Kontio, var även tillbaka i sulkyn. Ekipaget segrade på nytt löpningsrekord i loppet med segertiden 1.10,0 över medeldistans, detta efter att ha travat utvändigt om loppets ledare Volstead. Segern var hans 12:e raka seger med Kontio i sulkyn. De hade varit obesegrade tillsammans sedan juni 2016 då de kom på andraplats i Ina Scots Ära.
Nästa start för Readly Express blev i Åby Stora Pris den 11 augusti 2018. Nytt för årets upplaga var att loppet körs över stayerdistansen 3 140 meter, istället för den tidigare sprintdistansen 1 640 meter. Readly Express och hans kusk Kontio tog snabbt hand om ledningen, med Propulsion och Örjan Kihlström i rygg. Han skar mållinjen som tvåa, efter en stenhård upploppsduell mot Propulsion som kom före i mål. I efterhand fråntogs Propulsion segern (liksom alla sina andra resultat på svensk mark) då det 2020 framkom att han varit nervsnittad i sina hovar och inte varit startberättigad. Därmed tillföll segern i Åby Stora Pris 2018 istället Readly Express. Efter detta reste Readly Express till Norrland för att vara med i Sundsvall Open Trot den 25 augusti 2018. Han kom på femteplats i loppet efter att ha travat i andra utvändigt, i rygg på Heavy Sound. Detta var första gången som Readly Express var sämre än trea i något lopp och första gången som han var sämre än tvåa i ett lopp tillsammans med Kontio.
Han deltog i UET Trotting Masters-finalen på Östersundstravet den 16 september 2018, och kom trea efter att ha travat i tredjespår större delen av loppet. Tredjeplatsen blev senare en andraplats eftersom ettan Propulsion fråntogs segern. I loppet kördes han av Björn Goop för första gången på svensk mark och första gången sedan Prix d'Amérique. Han segrade sedan i Svenskt Mästerskap den 13 oktober 2018. Därefter reste han till Frankrike för att träna inför vintersäsongen.

#### Vintermeetinget 2018–2019
Readly Express deltog i det franska vintermeetinget 2018–2019 som regerande Prix d'Amérique-segrare. Han gjorde sin första start under meetinget den 30 december 2018 i Prix de Bourgogne på Vincennesbanan. Han kom på andraplats efter vinnande Bold Eagle. Hans första start under 2019 blev den 13 januari 2019 i Prix de Belgique. Tränare Nurmos meddelade att hästen skulle gå med skor, samt få ett snällare lopp inför Prix d'Amérique. I loppet slutade han på en femteplats. Prix d'Amérique gick av stapeln den 27 januari 2019. Readly Express lyckades inte försvara segern från fjolåret utan slutade på tredjeplats i 2019 års upplaga, slagen med en halv längd av Belina Josselyn och Looking Superb. I starten därefter segrade han med flera längder i Prix de France. Segern var värd drygt 1,9 miljoner kronor vilket gjorde att han då sprungit in över 20 miljoner kronor totalt.

### Säsongen 2019

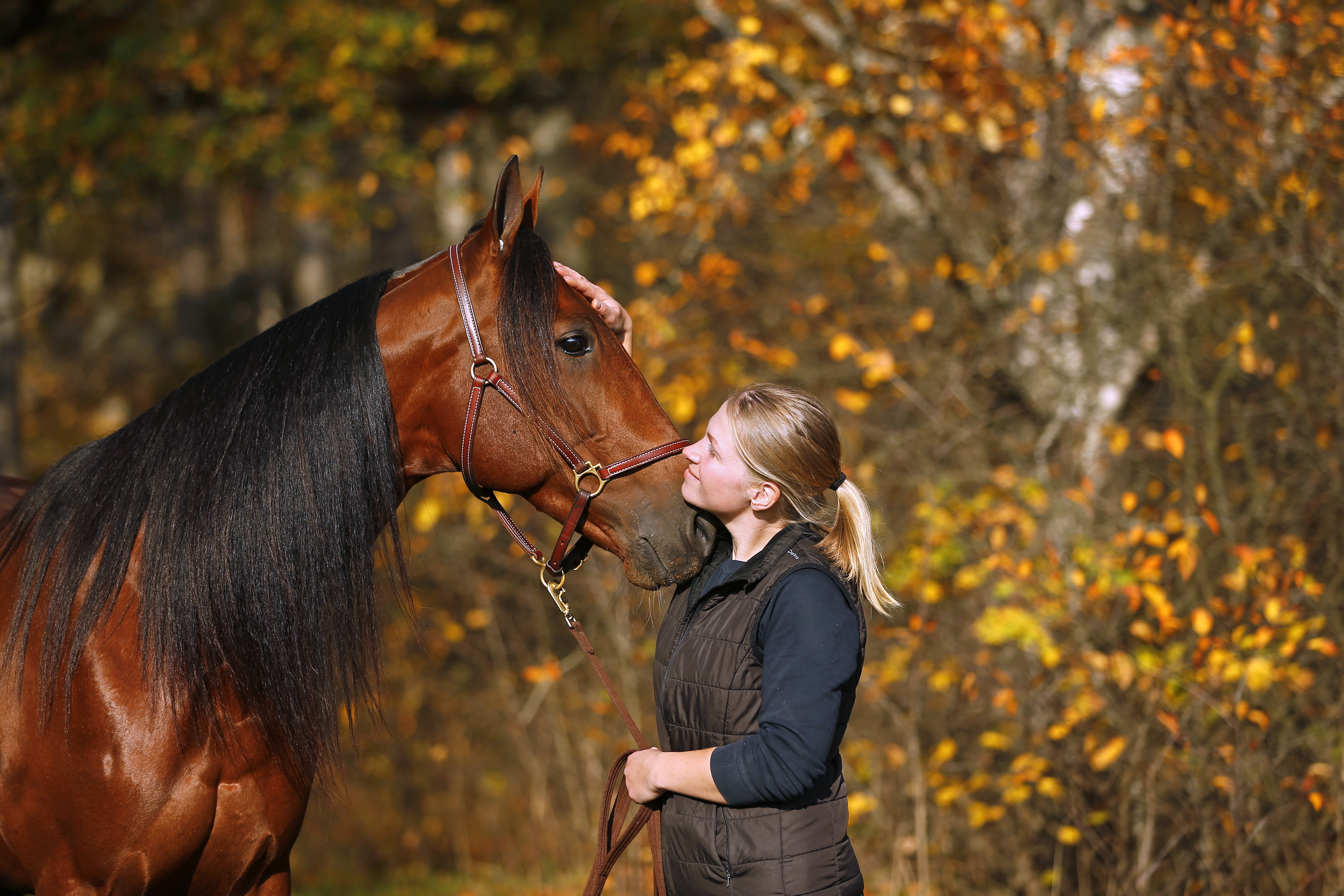
Readly Express med sin skötare Inga Perk.

Den 16 februari 2019 blev Readly Express första hästen att bjudas in till 2019 års upplaga av Elitloppet. Han bjöds in av Solvallas sportchef Anders Malmrot i TV-programmet V75 Direkt, efter att ha varit trea i Prix d'Amérique och segrat i Prix de France. Kretsen kring hästen tackade ja, och aviserade även att det kommer att bli hästens sista start i tävlingskarriären, innan avelsarbete väntar.
Vid Hästgalan 2019 tilldelades Readly Express dubbla utmärkelser för andra året i rad. Han utsågs till både "Årets Äldre" och "Årets Häst" för framgångarna under 2018. Hans kusk Björn Goop utsågs även till "Årets Kusk".
Den 10 mars 2019 reste Readly Express till Cagnes-sur-Mer på den franska rivieran för att delta i Grand Critérium de Vitesse. Detta var första gången som han sprang över 1 609 meter. Han vann loppet på tiden 1.08,9, vilket var en tangering av Bold Eagles löpningsrekord i loppet från 2018.
Solvallas sportchef Anders Malmrot meddelade den 30 mars 2019 att Readly Express kommer att hedras med ett travlopp döpt efter sig på Solvalla, Prix Readly Express. Loppet är öppet för fyraåriga svenskfödda varmblodshästar, och förstapris är 400 000 kronor.

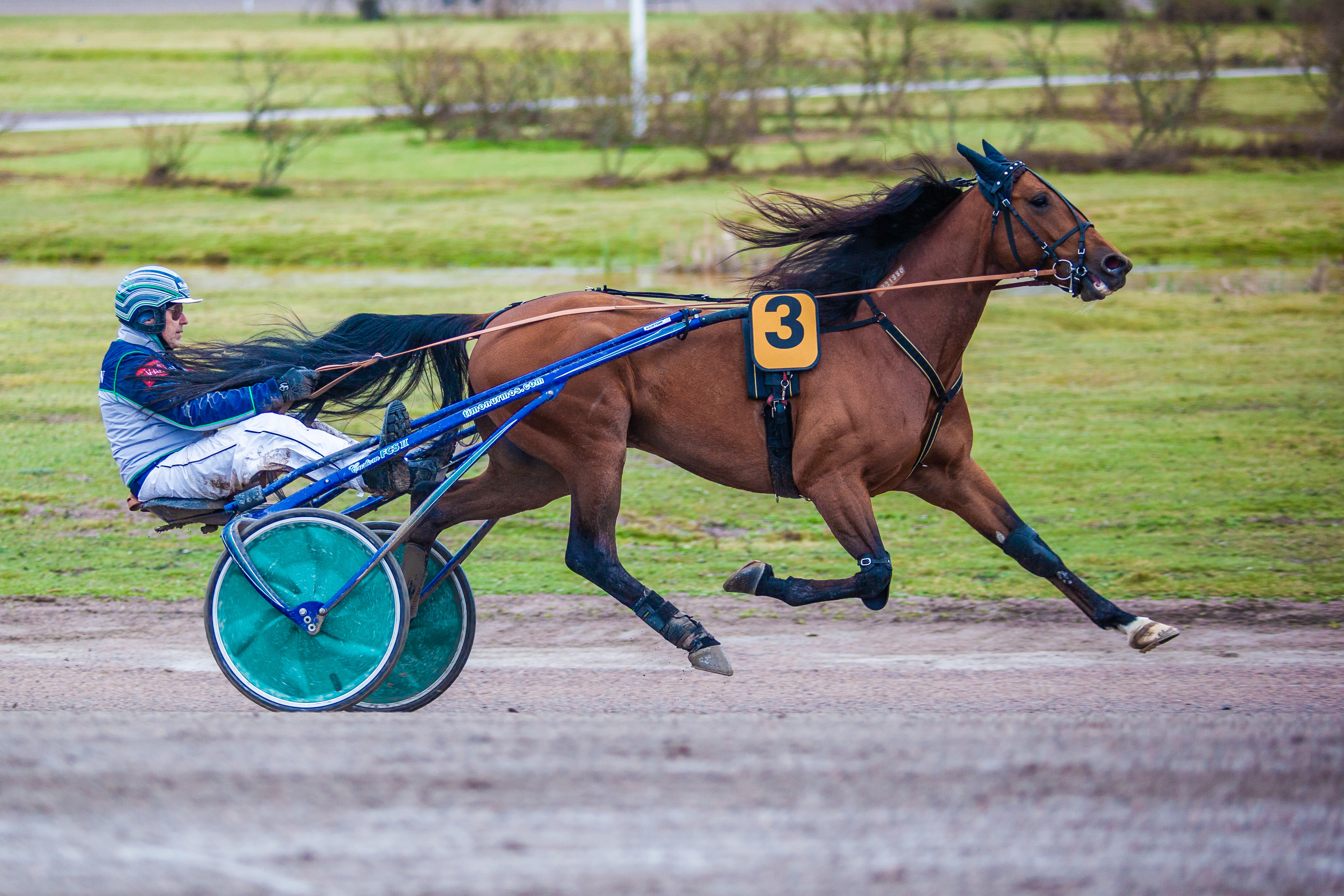
Readly Express värms upp av Timo Nurmos innan Finlandialoppet 2019.

Den 4 maj 2019 reste Readly Express till Finland och Vermo travbana utanför Esbo, för att delta i Finlandialoppet. I loppet var han storfavorit, och vann loppet tillsammans med Björn Goop i sulkyn.

#### Elitloppet
Den 26 maj 2019 gick 2019 års upplaga av Elitloppet av stapeln. Readly Express och Björn Goop startade i det första kvalheatet från spår 7. Tillsammans vann de loppet på segertiden 1.10,2, och kvalificerade sig därmed till finalheatet. Inför finalen visade Readly Express upp en halt provstart och fick efter kontroll från banveterinären strykas från finalloppet. Han hyllades av hela Solvalla och fick motta publikens jubel innan han körde av banan. Kusken Björn Goop var märkbart ledsen, men tyckte att beslutet var rätt, och att hästen skulle få avsluta karriären som en champion.
Trots att Readly Express enbart tävlade under första halvan av året, valdes han till Årets Äldre vid Hästgalan 2020 för sina framgångar under 2019. Han var även nominerad i kategorin Årets häst, en titel han vunnit två år i rad, men fick denna gång se sig besegrad av Propulsion.

## Utmärkelser

### Hästgalan
| År   | Nominerad         | Resultat | Ref.  |
| ---- | ----------------- | -------- | ----- |
| 2015 | "Årets treåring"  | 1        | [ 3 ] |
| 2016 | "Årets fyraåring" | 1        | [ 3 ] |
| 2017 | "Årets häst"      | 1        | [ 3 ] |
| 2017 | "Årets äldre"     | 1        | [ 3 ] |
| 2018 | "Årets häst"      | 1        | [ 3 ] |
| 2018 | "Årets äldre"     | 1        | [ 3 ] |
| 2019 | "Årets häst"      | 2        | [ 3 ] |
| 2019 | "Årets äldre"     | 1        | [ 3 ] |

## Statistik
| Statistik för Readly Express (Ref.) | Statistik för Readly Express (Ref.) | Statistik för Readly Express (Ref.) | Statistik för Readly Express (Ref.) | Statistik för Readly Express (Ref.) | Statistik för Readly Express (Ref.) |
| ----------------------------------- | ----------------------------------- | ----------------------------------- | ----------------------------------- | ----------------------------------- | ----------------------------------- |
| Starter                             | Placeringar                         | Startprissumma                      | Segerprocent                        | Platsprocent                        | Rekord                              |
| 37                                  | 28-5-2                              | 24 711 565 kr                       | 76 %                                | 95 %                                | 1.08,9ak, 1.09,9am, 1.11,7al        |

### Löpningsrekord
| Datum           | Bana           | Lopp                             | Tid    | Distans | Startmetod       | Kusk         |
| --------------- | -------------- | -------------------------------- | ------ | ------- | ---------------- | ------------ |
| 10 mars 2019    | Cagnes-sur-Mer | Grand Critérium de Vitesse       | 1.08,9 | 1 609 m | autostart        | Björn Goop   |
| 16 augusti 2017 | Solvalla       | Jubileumspokalen                 | 1.09,9 | 2 140 m | autostart        | Jorma Kontio |
| 22 juli 2017    | Axevalla       | Axevallalöpning - Gulddivisionen | 1.11,7 | 2 640 m | autostart        | Jorma Kontio |
| 28 januari 2018 | Vincennes      | Prix d'Amérique                  | 1.11,2 | 2 700 m | fransk voltstart | Björn Goop   |
| 11 augusti 2018 | Åby            | Åby Stora Pris                   | 1.13,2 | 3 140 m | autostart        | Jorma Kontio |

### Starter
| Ingen skoinformation | Ingen skoinformation |

| Ingen skoinformation | Ingen skoinformation |

| Skor fram | Skor bak |

| Skor fram | Skor bak |

| Skor fram | Skor bak |

| Skor fram | Skor bak |

| Inga skor fram, ändrat sedan förra start | Inga skor bak, ändrat sedan förra start |

| Inga skor fram | Inga skor bak |

| Inga skor fram | Skor bak, ändrat sedan förra start |

| Inga skor fram | Skor bak |

| Inga skor fram | Skor bak |

| Inga skor fram | Skor bak |

| Inga skor fram | Skor bak |

| Inga skor fram | Skor bak |

| Inga skor fram | Skor bak |

| Inga skor fram | Skor bak |

| Inga skor fram | Inga skor bak, ändrat sedan förra start |

| Inga skor fram | Skor bak, ändrat sedan förra start |

| Inga skor fram | Inga skor bak, ändrat sedan förra start |

| Inga skor fram | Skor bak, ändrat sedan förra start |

| Inga skor fram | Skor bak |

| Inga skor fram | Inga skor bak, ändrat sedan förra start |

| Inga skor fram | Inga skor bak |

| Inga skor fram | Inga skor bak |

| Inga skor fram | Inga skor bak |

| Inga skor fram | Inga skor bak |

| Inga skor fram | Inga skor bak |

| Inga skor fram | Inga skor bak |

| Skor fram, ändrat sedan förra start | Skor bak, ändrat sedan förra start |

| Skor fram | Skor bak |

| Inga skor fram, ändrat sedan förra start | Inga skor bak, ändrat sedan förra start |

| Inga skor fram | Inga skor bak |

| Inga skor fram | Inga skor bak |

| Inga skor fram | Inga skor bak |

| Inga skor fram | Inga skor bak |

| Inga skor fram | Inga skor bak |

| Inga skor fram | Inga skor bak |

| Inga skor fram | Inga skor bak |

| Inga skor fram | Inga skor bak |

| Ingen skoinformation | Ingen skoinformation |

### Större segrar
| År   | Lopp                           | Kusk         | Vinstbelopp   | Grupp   |
| ---- | ------------------------------ | ------------ | ------------- | ------- |
| 2015 | Svenskt Trav-Kriterium         | Jorma Kontio | 2 000 000 SEK | Grupp 1 |
| 2016 | Eskilstuna Fyraåringstest      | Jorma Kontio | 300 000 SEK   | Grupp 2 |
| 2016 | Svenskt Travderby              | Jorma Kontio | 2 000 000 SEK | Grupp 1 |
| 2016 | Grand Prix l'UET               | Jorma Kontio | 1 857 660 SEK | Grupp 1 |
| 2017 | Jubileumspokalen               | Jorma Kontio | 1 000 000 SEK | Grupp 1 |
| 2017 | Europeiskt femåringschampionat | Jorma Kontio | 500 000 SEK   | Grupp 1 |
| 2017 | Svenskt Mästerskap             | Jorma Kontio | 500 000 SEK   | Grupp 2 |
| 2017 | Prix Ténor de Baune            | Björn Goop   | 534 831 SEK   | Grupp 2 |
| 2018 | Prix d'Amérique                | Björn Goop   | 4 481 235 SEK | Grupp 1 |
| 2018 | Jämtlands Stora Pris           | Jorma Kontio | 700 000 SEK   | Grupp 2 |
| 2018 | Åby Stora Pris                 | Jorma Kontio | 2 000 000 SEK | Grupp 1 |
| 2018 | Svenskt Mästerskap             | Björn Goop   | 500 000 SEK   | Grupp 2 |
| 2019 | Prix de France                 | Björn Goop   | 1 616 108 SEK | Grupp 1 |
| 2019 | Grand Critérium de Vitesse     | Björn Goop   | 784 967 SEK   | Grupp 1 |
| 2019 | Finlandialoppet                | Björn Goop   | 1 128 710 SEK | Grupp 1 |

## Avelskarriär

### Avelsvärdering
En första avelsvärdering för att värdera Readly Express som avelshingst gjordes den 6 november 2015 inför avelsvärderingsnämnden i Eskilstuna. Han fick 83 av 100 möjliga poäng, vilket innebär "högt skattat avelsvärde" (71-85 poäng). I värderingen gjordes bedömningar av hans härstamning, tävlingsprestationer, temperament och exteriör. Vidare gjordes en veterinärundersökning med röntgentagning.

### Avelshingst
Readly Express har verkat i aveln parallellt med tävlingskarriären sedan 2016. Hans första avkomma föddes på Menhammar stuteri den 23 januari 2017, då Calles Cinzano (efter Foreign Office) nedkom med ett hingstföl efter honom. Avkomman döptes till Bridge Builder och tränas sedan 2018 av Maria Törnqvist men har ännu inte debuterat i lopp (maj 2019). Fram till och med 2019 har han fått 143 svenskregistrerade avkommor. Han hade sin första vinnare i livet då Brienne Gar segrade i ett lopp den 22 november 2019. Dagen därpå, den 23 november 2019, fick han sin första storloppssegrare när Revelation segrade i Svensk uppfödningslöpning.
Readly Express var även far till valacken La Verite som spåddes en ljus framtid på travbanorna, men avled under ett lopp den 9 februari 2022 på Solvalla.

## Stamtavla
| Efter Ready Cash   | Indy de Vive  | Viking's Way       | Mickey Viking    |
| Efter Ready Cash   | Indy de Vive  | Viking's Way       | Josubie          |
| Efter Ready Cash   | Indy de Vive  | Tekiflore          | Kepi Vert        |
| Efter Ready Cash   | Indy de Vive  | Tekiflore          | Morgaflore       |
| Efter Ready Cash   | Kidea         | Extreme Dream      | Quito de Talonay |
| Efter Ready Cash   | Kidea         | Extreme Dream      | Tahitienne       |
| Efter Ready Cash   | Kidea         | Doceanide du Lilas | Workaholic       |
| Efter Ready Cash   | Kidea         | Doceanide du Lilas | Oceanide         |
| Undan Caddie Dream | Viking Kronos | American Winner    | Super Bowl       |
| Undan Caddie Dream | Viking Kronos | American Winner    | B.J.'s Pleasure  |
| Undan Caddie Dream | Viking Kronos | Conch              | Bonefish         |
| Undan Caddie Dream | Viking Kronos | Conch              | Vikings Venus    |
| Undan Caddie Dream | Fatima Lavec  | Sugarcane Hanover  | Florida Pro      |
| Undan Caddie Dream | Fatima Lavec  | Sugarcane Hanover  | Sugar Hanover    |
| Undan Caddie Dream | Fatima Lavec  | Margit Lobell      | Speedy Crown     |
| Undan Caddie Dream | Fatima Lavec  | Margit Lobell      | Matina Hanover   |